# Eriogonum viridescens
Eriogonum viridescens är en slideväxtart som beskrevs av A. A. Heller. Eriogonum viridescens ingår i släktet Eriogonum och familjen slideväxter. Inga underarter finns listade i Catalogue of Life.